# Luke Houser
Luke Houser (* 2. Mai 2001 in Bellevue, Washington) ist ein US-amerikanischer Leichtathlet, der im Mittel- und Langstreckenlauf an den Start geht.

## Sportliche Laufbahn
Luke Houser wuchs in Woodinville in Washington auf und absolvierte bis 2024 ein Studium an der University of Washington. In den Jahren 2023 und 2024 wurde er NCAA-Hallenmeister über die Meile und 2025 sammelte er erste internationale Erfahrungen, als er bei den Hallenweltmeisterschaften in Nanjing in 3:39,17 min auf Anhieb die Bronzemedaille im 1500-Meter-Lauf hinter dem Norweger Jakob Ingebrigtsen und Neil Gourley aus dem Vereinigten Königreich gewann.

## Persönlichkeiten
- 1500 Meter: 3:35,24 min, 21. Juni 2024 in Eugene
  - 1500 Meter (Halle): 3:35,85 min, 2. März 2025 in Boston
- Meile: 3:51,73 min, 27. Januar 2024 in Seattle
  - Meile (Halle): 3:51,14 min, 2. März 2025 in Boston
  - 3000 Meter (Halle): 7:40,40 min, 13. Januar 2024 in Seattle